# Louis Labrousse
Louis Labrousse, né le 10 janvier 1899 à Fouras (Charente) et mort le 18 novembre 1983 à Curepipe (Île Maurice), est un homme politique français.

## Mandats
- Député du Madagascar (1951-1955)